# Bolintin-Vale
Bolintin-Vale ist eine Stadt im Kreis Giurgiu in der historischen Region der Großen Walachei in Rumänien.

## Geographische Lage
Bolintin-Vale liegt in der Walachischen Tiefebene am linken Ufer des Flusses Argeș. Die Kreishauptstadt Giurgiu befindet sich etwa 65 km südöstlich; die Landeshauptstadt Bukarest 25 km östlich von Bolintin-Vale entfernt.

## Geschichte
Bolintin-Vale wurde 1433 erstmals urkundlich erwähnt. 1821 proklamierte im Ort der rumänische Revolutionär Tudor Vladimirescu den Kampf gegen die osmanische Vorherrschaft. 1989 erhielt Bolintin-Vale den Status einer Stadt. 1991 flohen aus der benachbarten  Gemeinde Bolintin-Deal nach Ausschreitungen von ethnischen Rumänen gegen die Roma-Minderheit zahlreiche Roma nach Bolintin-Vale, woraufhin es auch hier zu Ausschreitungen mit der Zerstörung mehrerer Roma-Häuser kam.
Die wichtigsten Erwerbszweige der Stadt sind die Landwirtschaft, die Bauindustrie sowie die Erdöl- und Erdgasförderung.

## Bevölkerung
Bei der Volkszählung 2002 wurden in der Stadt 11.702 Einwohner registriert, darunter 9890 Rumänen und 1808 Roma. Etwa 7000 lebten in Bolintin-Vale, die übrigen in den drei Katastralgemeinden. Bolintin-Vale ist eine der Städte in Rumänien mit dem größten Roma-Anteil (2011 waren es 2296). 1000 dieser Roma sind bis 2019 nach Halle/Saale umgezogen.

## Verkehr
Bolintin-Vale besitzt keinen Bahnanschluss. Mehrmals täglich bestehen Busverbindungen nach Bukarest. Am nördlichen Stadtrand verläuft die rumänische Autobahn A1.

## Persönlichkeiten
- Dimitrie Bolintineanu (1819/25–1872), Dichter[8]
- Florentin Dumitru (* 1977), Fußballspieler